# Carlo Sutermeister
Carlo Sutermeister (* 15. Juli 1847 in Luzern als Karl Konrad Sutermeister; † 12. Dezember 1918 in Intra, Italien; heimatberechtigt in Zofingen) war ein Schweizer Unternehmer.
Sutermeister war Mitgründer des Banco Popolare di Intra, Erbauer des ersten Wasserkraftwerks Italiens mit Wechselstromübertragung (in Cossogno) und führte als erster Unternehmer Italiens die Betriebsunfallversicherung ein.